# Jacob Gilles
Jacob Gilles (ur. w 1695, zm. 10 września 1765 w Hadze) -  polityk holenderski z XVIII wieku. Wielki Pensjonariusz Holandii 23 września 1746 do 18 czerwca 1749.
Wcześniej był Pensjonariuszem miasta Haarlem (pensionaris van Haarlem); miał nastawienie anty-oranżystowskie. Próbował przeciągnąć okres bez stadhoudera maksymalnie w czasie. W roku 1747 Stadhouderem został Wilhelm IV Orański, w dodatku został namiestnikiem nie tylko kilku (jak dotąd bywało) lecz wszystkich prowincji niderlandzkich i Gilles musiał się z tym pogodzić.